# Наджахіди
Наджахіди — династія амірів середньовічного єменського емірату зі столицею у Забіді.

## Історія
Засновник держави, ефіоп Насір аль-Муайяд ад-Дін Наджах, був вільновідпущеним правителя держави Зіядідів. Близько 1022 року за часів послаблення емірату Зіядідів Наджах закріпився у Забіді як самостійний правитель. Саїд аль-Ахвал, син і спадкоємець Наджаха, з переважним успіхом вів тривалу війну з державою Сулайхідів. На самому початку його правління Сулайхіди на якийсь час захопили Забід. Під час запеклої боротьби Саїду вдалось витіснити Сулайхідів з Забіда, захопити Мекку й 1067 року убити главу держави Сулайхідів Алі ад-Даї ас-Сулайхі. 1083 року Сулайхіди знову зуміли захопити Забід. Наступна п'ятирічна війна завершилась повним розгромом і загибеллю аміра Саїда аль-Ахвала та втечею його брата Джайаша до Індії. Останньому за два роки вдалось розбити війська Сулайхідів і повернути собі владу над еміратом. За онука Джайаша, аміра Фатіка II (1124—1137) на території Ємену поширився релігійно-політичний рух Магдідів. 1144 вони підбурили повстання проти аміра Фатіка III (1137—1158), але були розбиті й утекли до гір. Однак, близько 1158 року Магдідам удалось взяти гору над силами Фатіка III, захопити Забід і ліквідувати державу Наджахідів.